# Тивончук Михайло Павлович
Тивончук Михайло Павлович (нар. 5 листопада 1875, Степань — пом. 25 березня 1959), депутат 4-ї Державної думи Російської імперії від Волинської губернії.

## Біографія
Українець православного віросповідання, селянин містечка Степань Степанської волості Ровенського повіту Волинської губернії.
Отримав домашню початкову освіту, закінчив однокласне міністерське училище. В 1903—1906 роках — збирач податків у містечку Степань, в 1906—1911 роках — розпорядник Степанського волосного банку і касир Степанського волосного правління, з 1912 року волосний старшина (річний оклад 110 рублів). Займався також домогосподарством. При евакуації в ході Першої світової війни володів майном на суму 3625 рублів, про що свідчить складений ним опис. Разом з дружиною Олександрою мали шестеро дітей (Григорій, Степан, Єлисавета, Максим, Іван, Ольга).

## Політична діяльність
19 жовтня 1912 року у віці 37 років обраний в 4-ту Державну думу Російської імперії від загального складу виборщиків Волинських губернських виборчих зборів. Входив у фракцію Правих, після її розколу (листопад 1916) — в групу Незалежних правих. Член комісій: земельної, сільськогосподарської, по заміні сервітутів у Варшавському генерал-губернаторстві та в Холмській губернії.
У дні Лютневої революції 1917 року знаходився в Петрограді, 25 березня виїхав додому. Організовував волосні та сільські виконавчі, а також продовольчі комітети, утримуючи, за його словами, «громадян — мешканців від всіляких насильств і самовольств».
Нагороджений срібною медаллю на Станіславській стрічці «За усердие».
Під час перепису населення у 1931—1932 роках працював описовим комісаром на округу № 411 Костопільського староства, за що отримав відзнаку «ZA OFIARNA PRACE».
Після встановлення радянської влади на Західній Україні до колгоспу не вступив, займався по господарству та навчав своїх внучок — дітей сина Григорія, в сім'ї якого доживав віку. Помер у віці 84-х років.